# Baptiste Rheims
Baptiste Rheims (Gouvieux, 4 maggio 1985) è un pilota motociclistico francese ritiratosi dall'attività agonistica.

## Carriera
Dopo sette stagioni corse nel Motocross (vincendo più volte il Campionato di Sud di Francia e giungendo nelle prime posizioni nel Campionato Francese), passa nel 2004 alla Supermoto, dapprima partecipando a qualche gara di Campionato Francese. Da allora ha vinto una coppa europea monomarca KTM e un Campionato Europeo 250cc. 
Nel 2008 corre nel Campionato Europeo Open e Francese S2 per il Team Aprilia V2 Racing. Dal 2009 è in sella a una Honda per correre Campionato Francese e Italiano Supermoto S1.
Terminata la propria carriera sportiva, si dedica ad attività di tipo imprenditoriale.

## Palmarès
- 2004: 36º posto Campionato Francese Supermoto classe 450cc (su Honda)
- 2005: Vincitore Paris-Bercy Supermoto (su Honda)
- 2005: 25º posto Campionato Francese Supermoto classe 450cc (su Honda)
- 2006: Vincitore KTM Supermoto Junior Euro Cup (su KTM)
- 2007: Campione Europeo Supermoto S3 (su KTM)[2]
- 2008: 12º posto Campionato Francese Supermoto S2 (3 gare su 7) (su KTM)
- 2008: 16º posto Campionato Europeo Supermoto Open (3 gare su 8) (su Aprilia)
- 2010: 36º posto Campionato Francese Supermoto S1 (1 gara su 7) (su Honda)